# Baldwin Locomotive Works
Die Baldwin Locomotive Works, abgekürzt BLW, waren der weltweit größte Hersteller von Dampflokomotiven. Sie wurden 1831 von Matthias William Baldwin in Philadelphia, USA gegründet. 1902 übersiedelte die Firma nach Eddystone im Speckgürtel von Philadelphia. 1926 konnte die 60.000ste Lokomotive geliefert werden, die Baldwin 60000.

## Geschichte
Baldwin Locomotive Works konnten ihre Marktmacht mit dem Aufkommen der Diesellokomotiven genauso wenig wie die anderen großen US-amerikanischen Lokomotivfabriken American Locomotive Company (Alco) und LIMA Locomotive Works (Lima) nutzen. Baldwin war auch nach der erfolgreichen Einführung von Streckendiesellokomotiven durch General Motors Electro-Motive Division Mitte der 1930er Jahre der festen Überzeugung, dass sich die Dampftraktion durch nichts verdrängen lassen würde. Der Zusammenschluss 1950 zur Baldwin-Lima-Hamilton Corporation (BLH) mit der Absicht zur Produktion von Diesellokomotiven kam zu spät. Nach 125 Jahren Lokomotivproduktion wurde diese 1956 beendet, BLH schloss einen großen Teil der Fabrik in Eddystone und konzentrierte sich auf den Bau schwerer Baumaschinen, 1953 war der Grader-Produzent Austin-Western übernommen worden. BLH war zum Zeitpunkt des Ausscheidens aus der Lokproduktion die älteste Lokomotivfabrik der USA. BLH wurde 1965 von Armour and Company übernommen, die 1970 ihrerseits von Greyhound übernommen wurden. Greyhound verkaufte 1971 die Baumaschinensparte an Clark und 1972 die letzten Reste von BLH an einen unbekannten Erwerber. Unter Clark wurden weiterhin Grader und Straßenwalzen von Austin-Western und Krane von Lima produziert, die Radlader von BLH wurden eingestellt. 1955 hatte BLH Ruge-deForest Inc. übernommen und als BLH Electronics umfirmiert, diese wurde 1976 von Bofors übernommen. Bofors gliederte BLH Electronics in den 1980ern mit eigenen Einheiten als Nobel Elektronik aus, diese wurde umbenannt in Thermo Electron und 2002 von Vishay übernommen, unter deren Regie heißt die Firma heute BLH Nobel.

## Lokomotiven

### Dampflokomotiven
Baldwin lieferte zehntausende von Lokomotiven an zahlreiche Bahngesellschaften in Nordamerika sowie in zahlreiche andere Länder auf der ganzen Welt. Darunter waren praktisch alle üblichen Achsfolgen vertreten. Baldwin suchte stets nach neuen Lösungen mit verbessertem Wirkungsgrad. Dazu gehörte zum Beispiel die 1926 gebaute Versuchslokomotive Baldwin 60000 mit Hochdruckkessel und Vauclain-Verbundtriebwerk oder die 1947 gebaute C&O-Klasse M-1, die mit Turbinenantrieb ausgerüstete größte und schwerste jemals gebaute Dampflokomotive.
Typische Lokomotiven aus der Produktion von Baldwin, 19. Jahrhundert:

Schmalspurlokomotiven
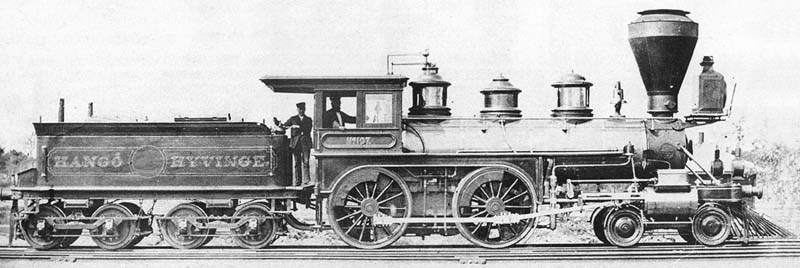
4-4-0 American
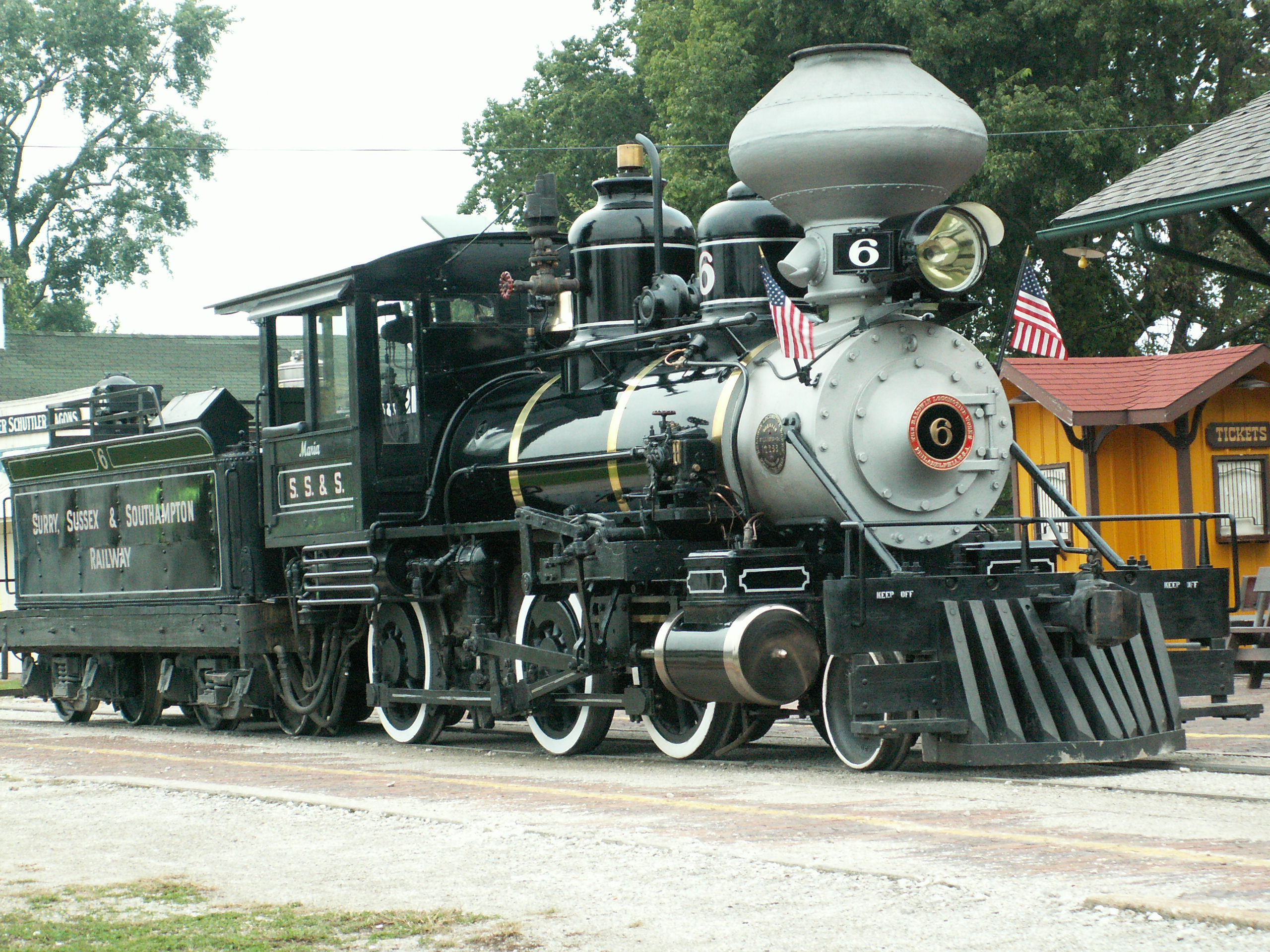
2-6-0 Mogul
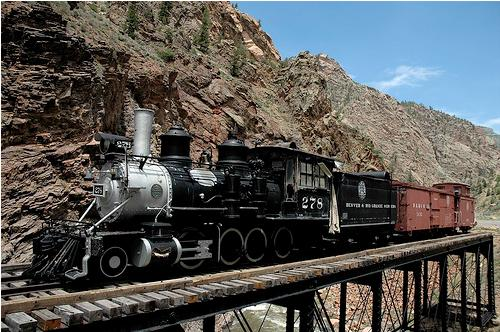
2-8-0 Consolidation

Typische Lokomotiven aus der Produktion von Baldwin, 20. Jahrhundert:

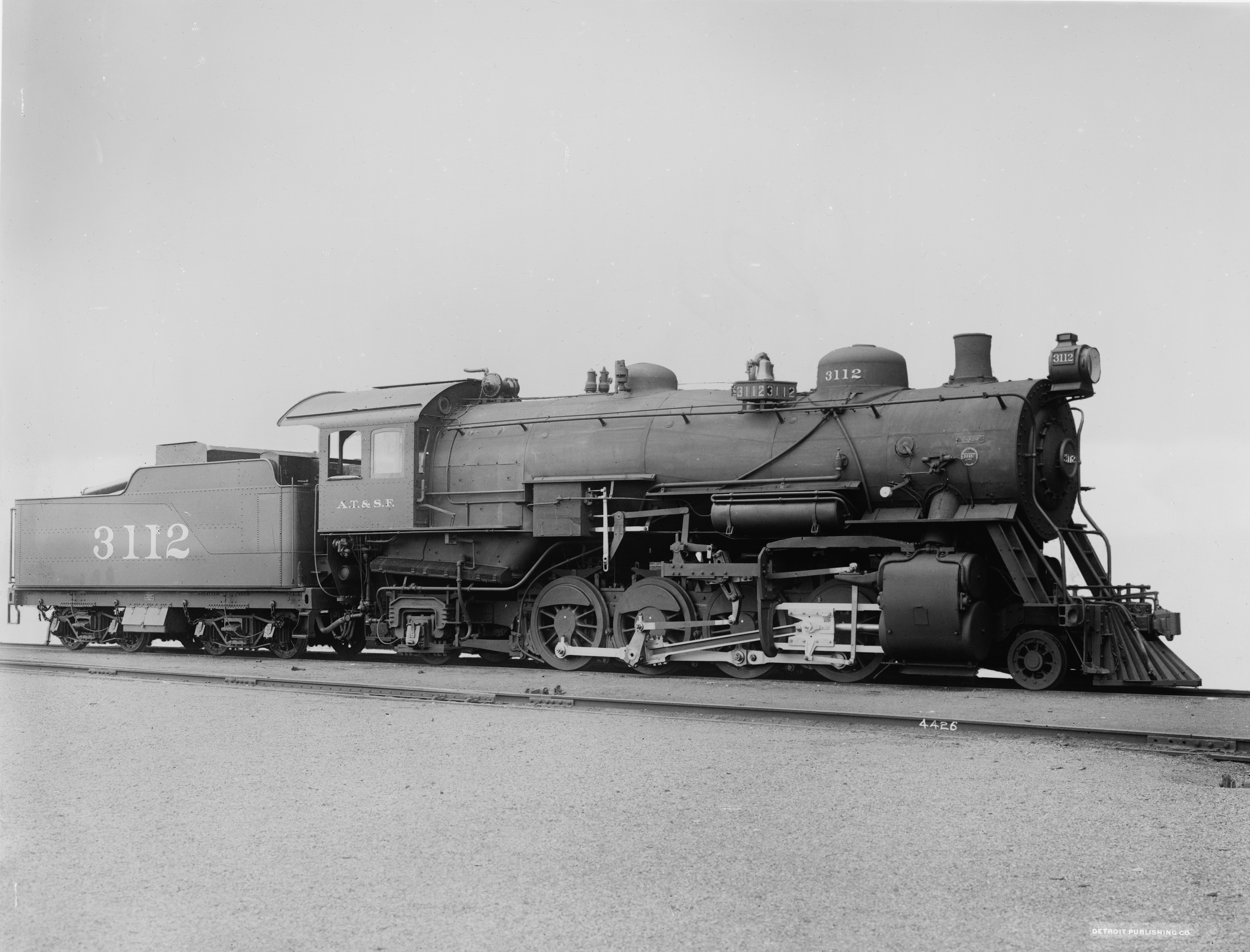
2-8-2 Mikado
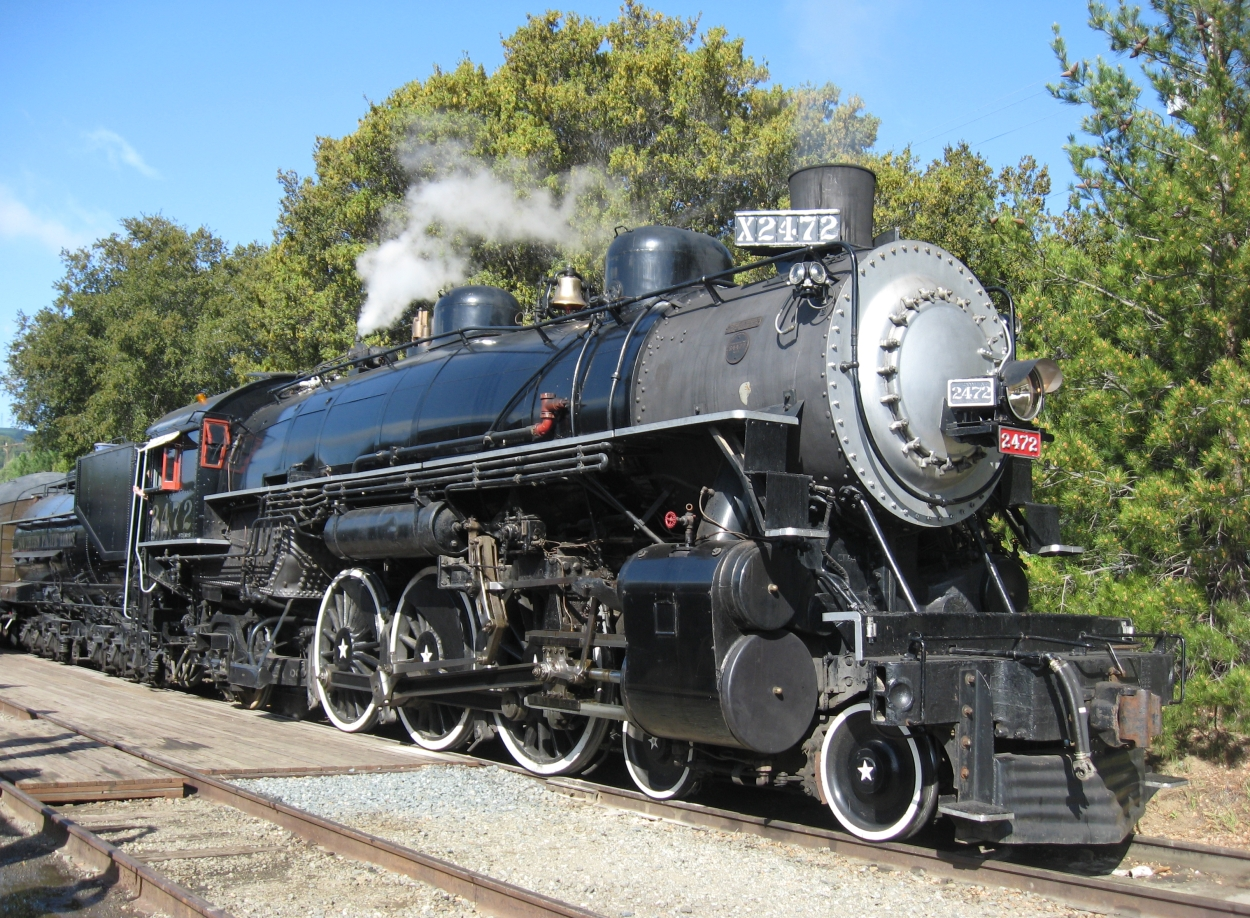
4-6-2 Pacific
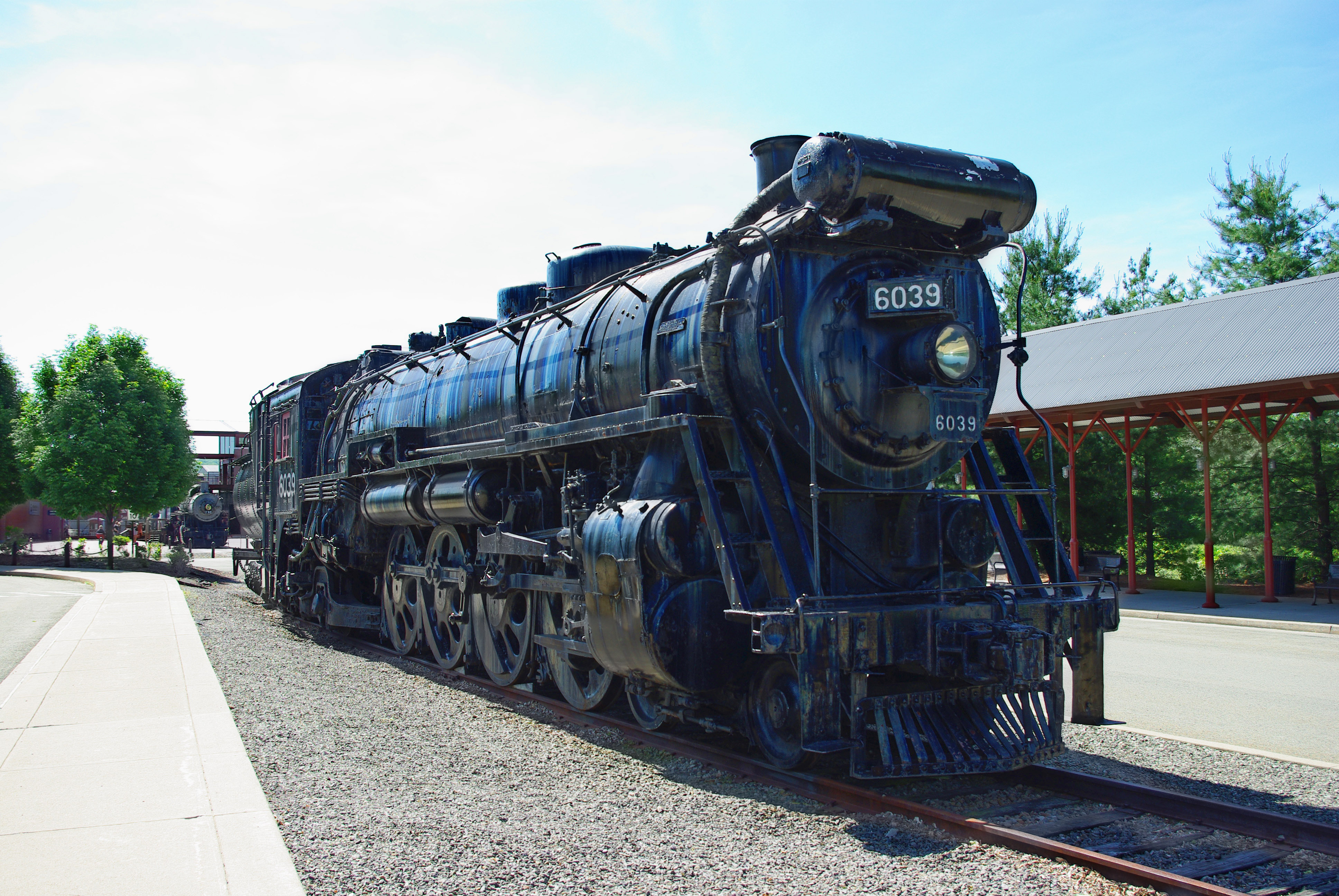
4-8-2 Mountain
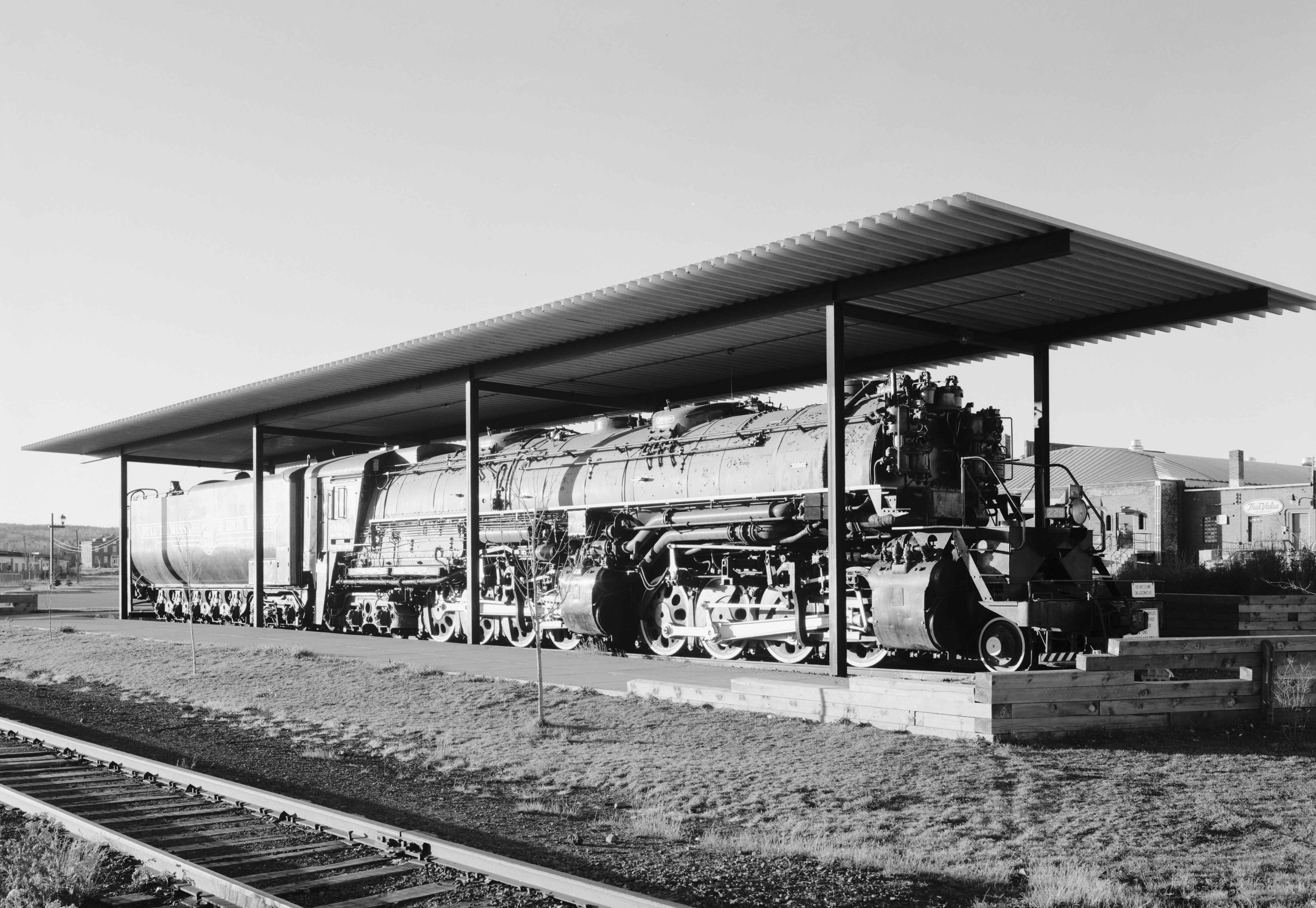
2-8-8-4 Yellowstone

Andere Lokomotiven aus der Produktion von Baldwin

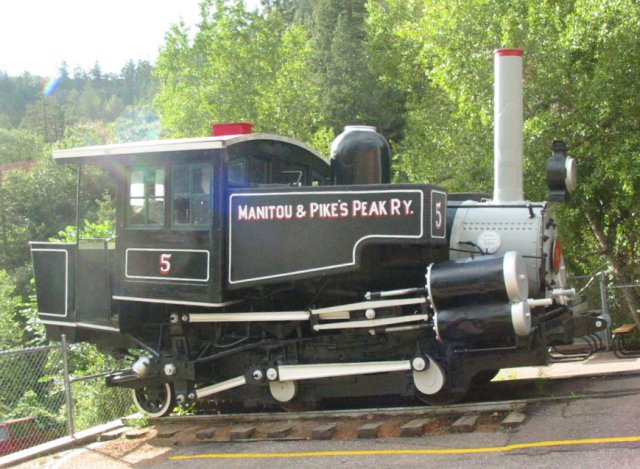
M&PP 5, eine Zahnradlokomotive für die Manitou and Pike’s Peak Railway
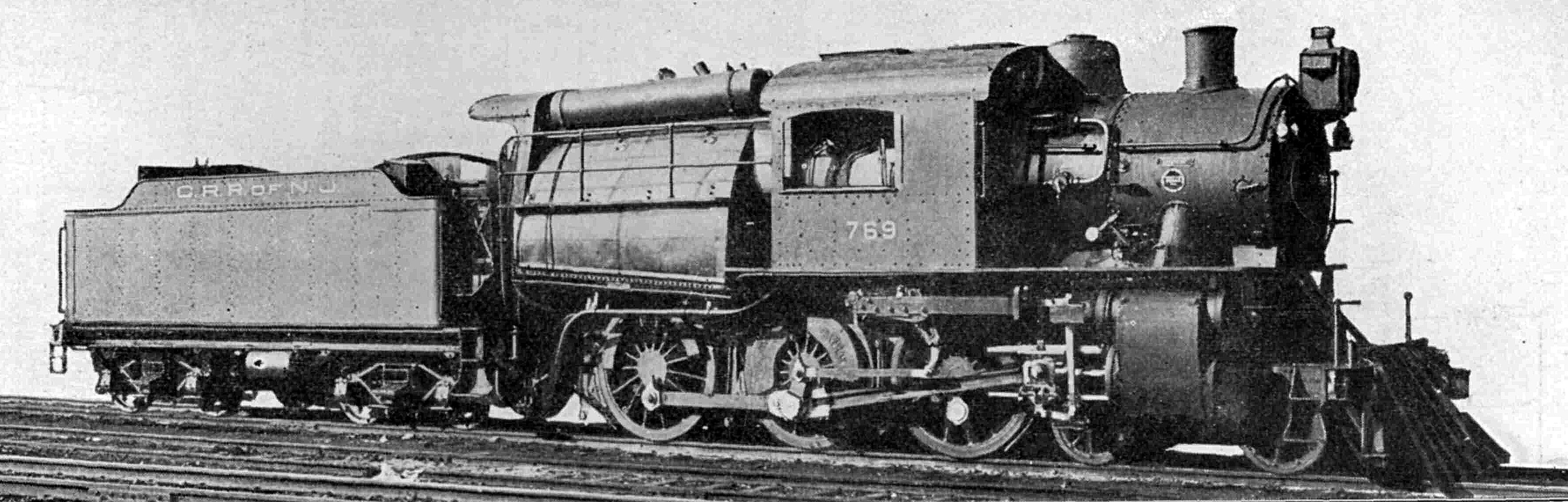
Central Railroad of New Jersey L7s, eine 1912 gebaute Camelback Lokomotive
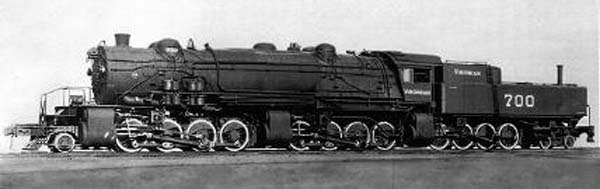
Virginian Railway Xa, Triplex-Lokomotive

### Elektrolokomotiven
Baldwin arbeitete beim Bau von Elektrolokomotiven mit Westinghouse Electric und mit General Electric zusammen. Elektrolokomotiven wurden an New Haven, Milwaukee Road und an Pennsylvania Railroad geliefert. Dazu gehörten auch die bekannten Schnellzuglokomotiven GG1. In Spanien wurde unter einer Lizenz von Baldwin die RENFE-Baureihe 7800 gebaut.

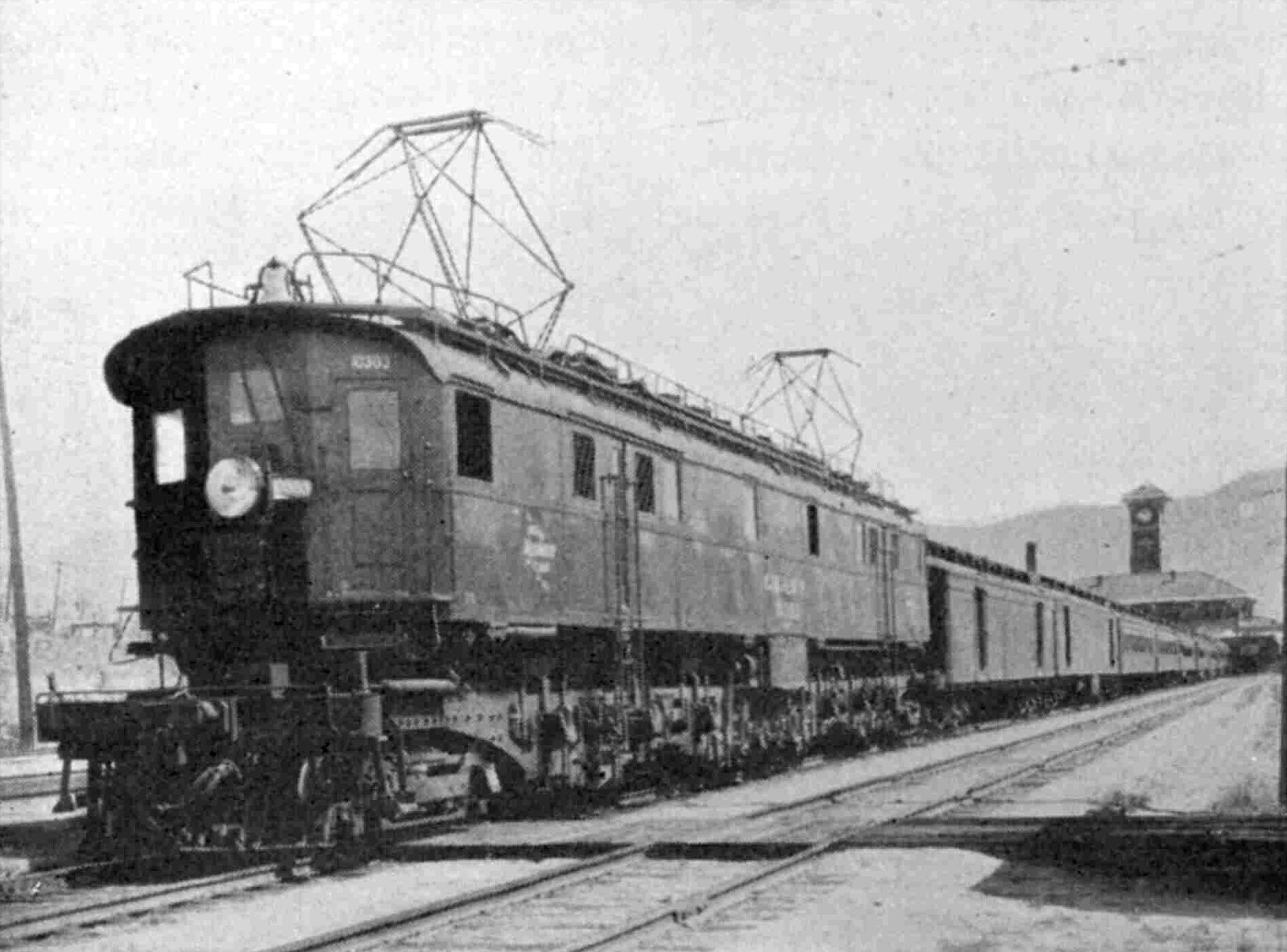
Milwaukee Road EP-3
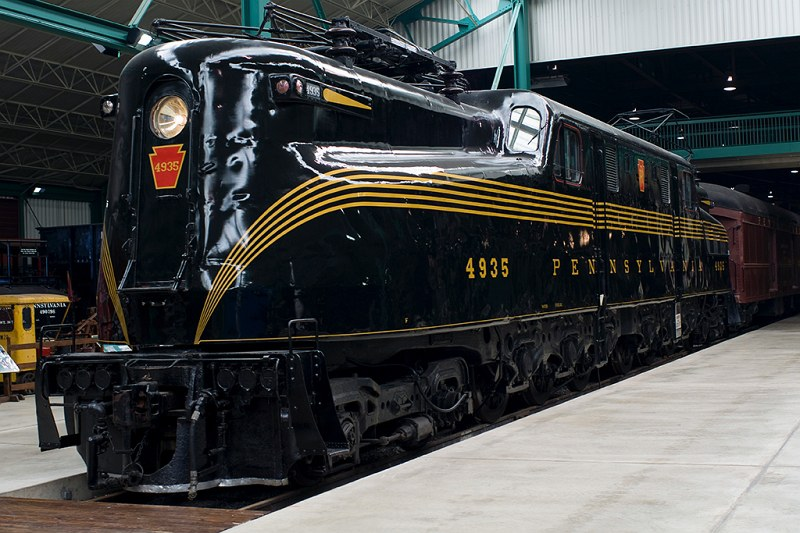
Pennsylvania Railroad GG1
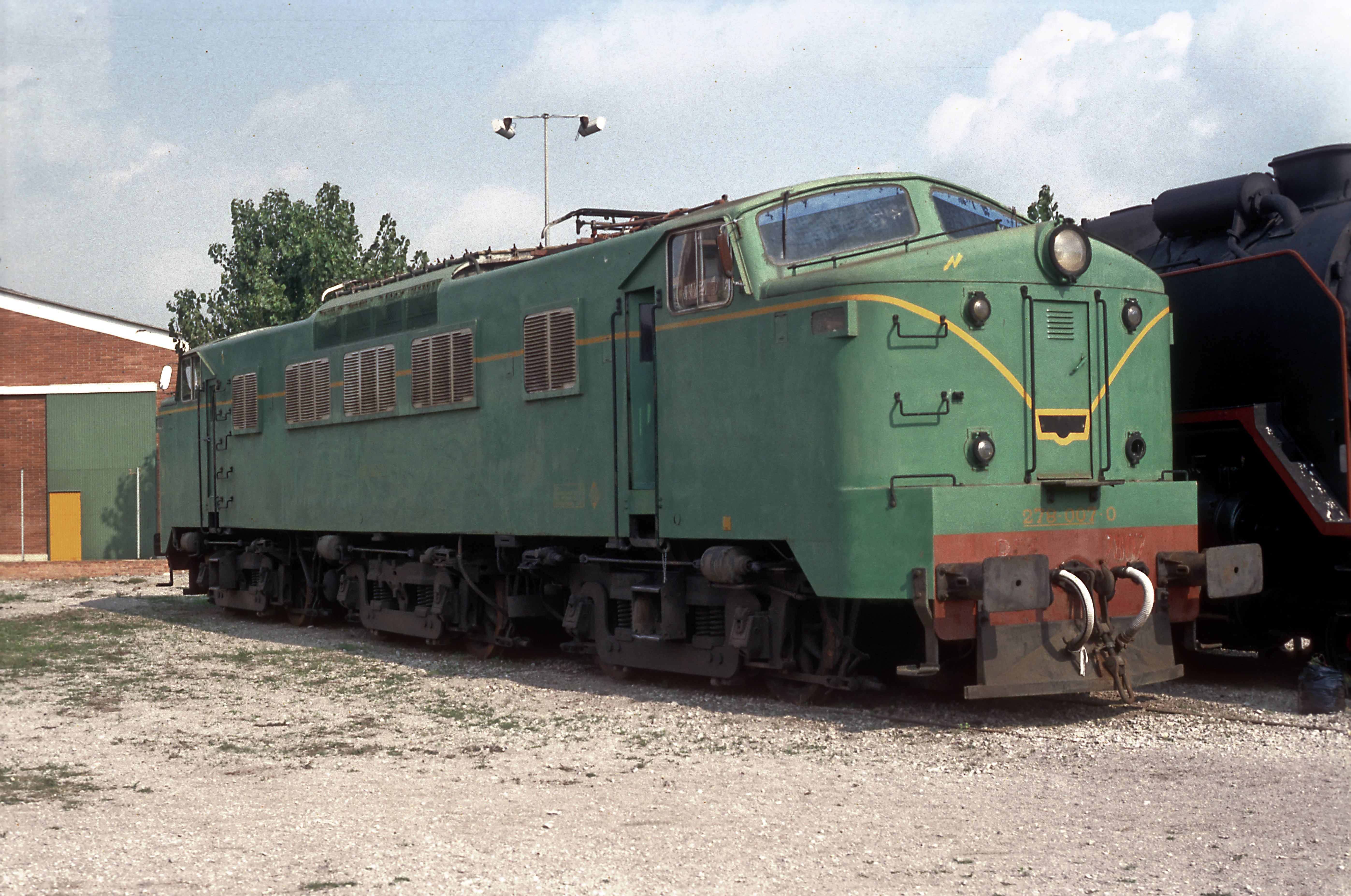
RENFE-Baureihe 7800

## Bis 1945
Baldwin Locomotive Works übernahm in den 30er-Jahren schrittweise die Geo D. Whitcomb Company, welche auf Bergbaugeräte und kleine Industriediesellokomotiven spezialisiert war. 1931 kaufte Baldwin den Dieselmotorhersteller I.P. Morris & De La Vergne. Die erste Diesellok von Baldwin war die vierachsige VO-Baureihe, welche mit einem Viertakt-Dieselmotor ausgerüstet war. Sie wurde als VO-660 mit 660 PS Leistung oder als Baldwin VO-1000 mit einer Leistung von 1000 PS hergestellt.
Während des Zweiten Weltkriegs durfte Baldwin auf Verordnung des War Production Board keine neuen Diesellokomotiven entwickeln und musste die bestehenden Typen weiterbauen.

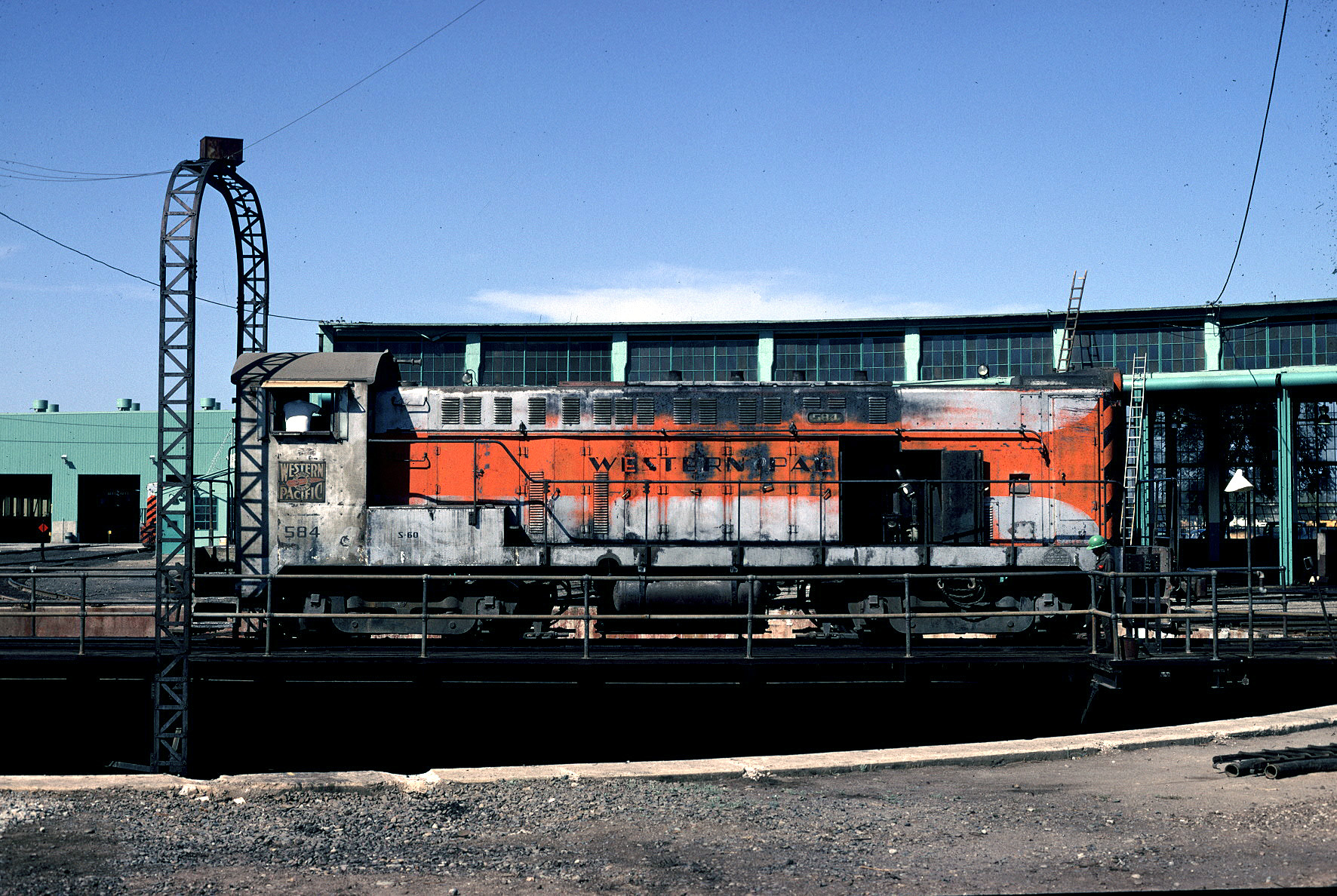
VO-1000

## 1945–1950
Die erste von Baldwin entwickelte Diesel-Streckenlokomotive war die DR-12-8-1500/2. Diese zweiteiligen Lokomotiven mit der Achsfolge 2'Do+Do2' waren nicht besonders zuverlässig, weil sie in den Details nicht baugleich und schwierig zu warten waren. Wegen ihrer regelmäßig angeordneten zahlreichen Achsen wurden diese Loks Centipede (deutsch Tausendfüßler) genannt.
Verschiedene vier- und sechsachsige Lokomotiven im Road-Switcher-Design wurden mit der Bezeichnung DRS gebaut, ebenso die schwere Rangierlokomotive DT-6-6-2000. Die Rangierlokomotiven der VO-Baureihen wurden unter der Bezeichnung DS weiter produziert.
Für den Reisezugverkehr wurde die DR-4-4-1500 angeboten. Die Lok wurde wegen ihrer großen Windschutzscheibe und der kleinen stark abgeflachten Vorbauten als Babyface  (deutsch: Babygesicht) bezeichnet. Spätere Serien wurden vom bekannten Stromliniendesigner Raymond Loewy gestaltet, der die Lokomotive mit einer vorspringenden Nase versah, welche dieser Baureihen den Namen Sharknose (deutsch: Haigesicht) eintrug.

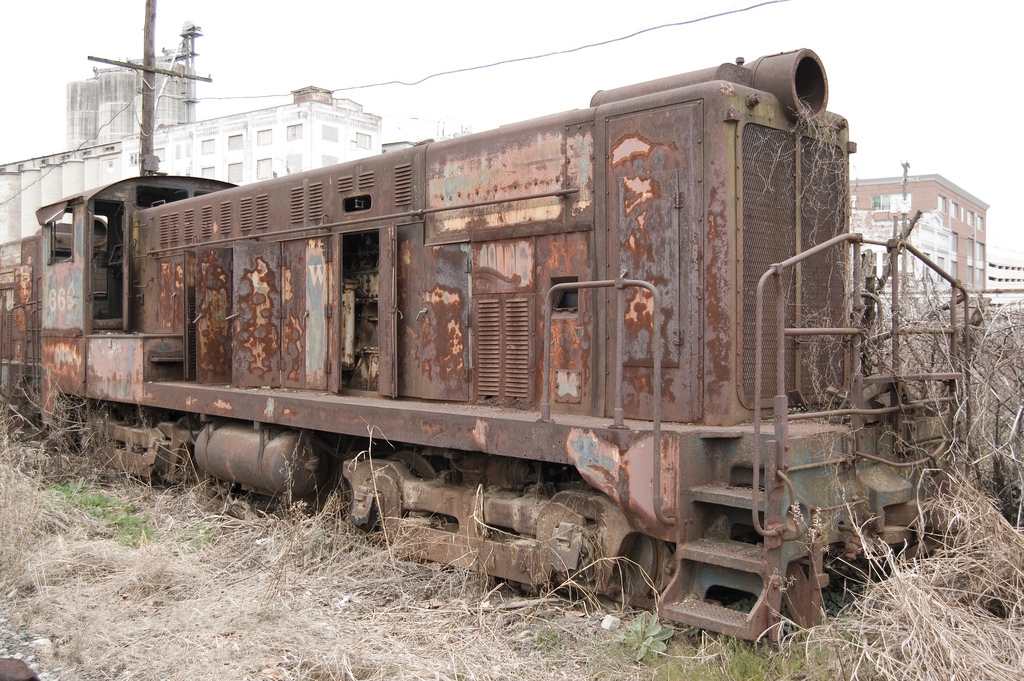
DS-4-4-660
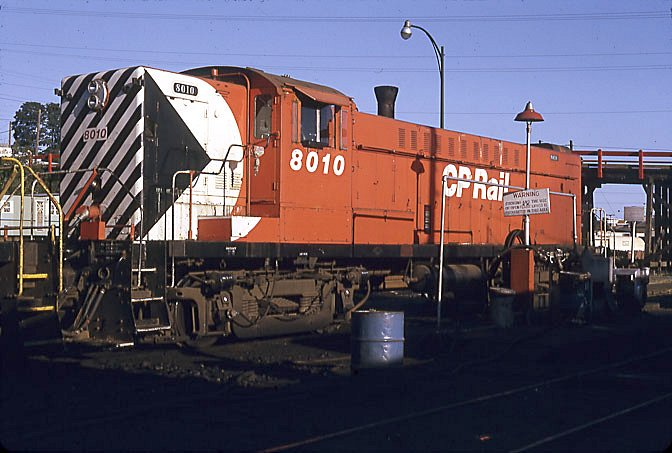
DRS-4-4-1000
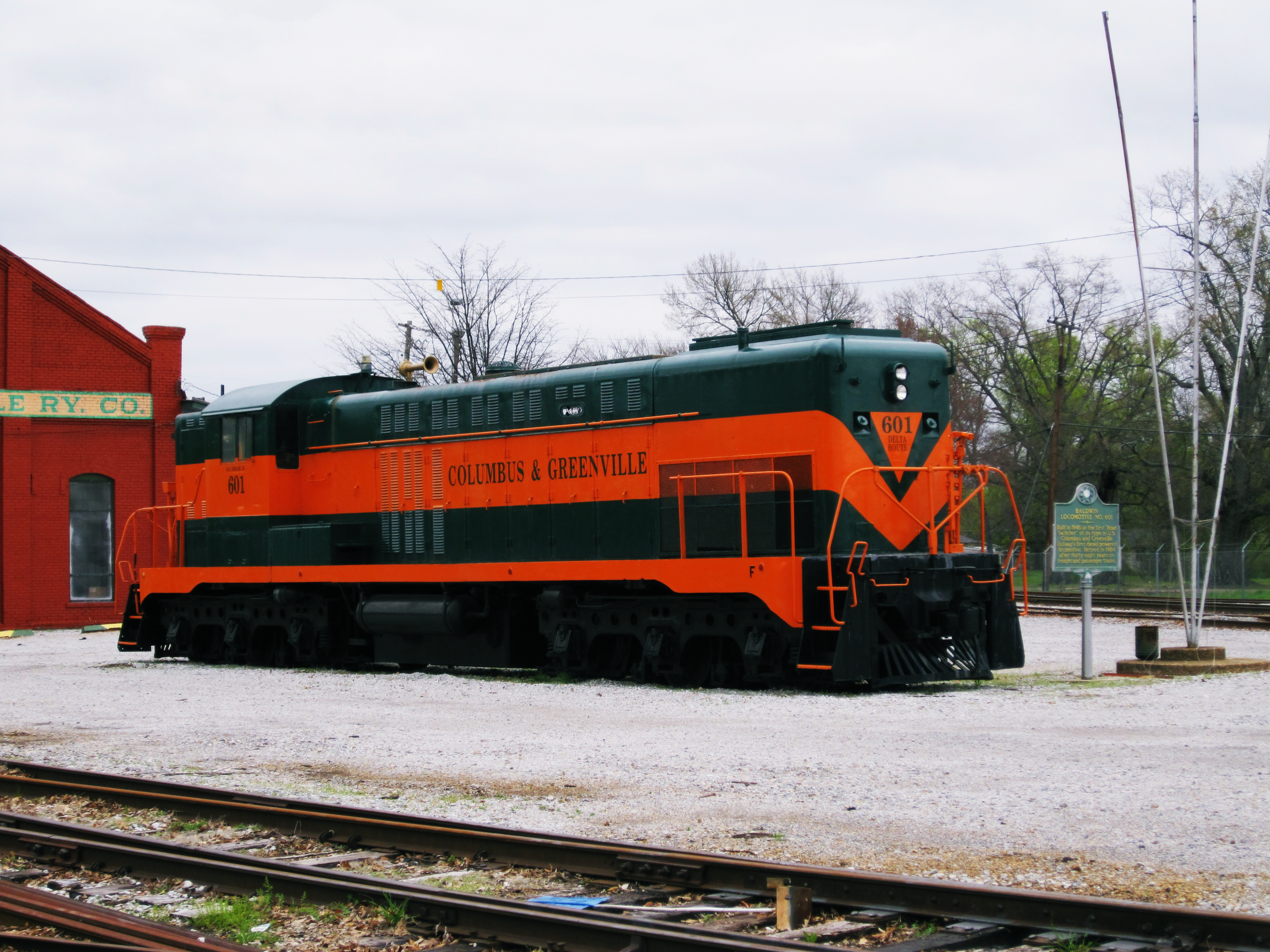
DRS-6-4-1500
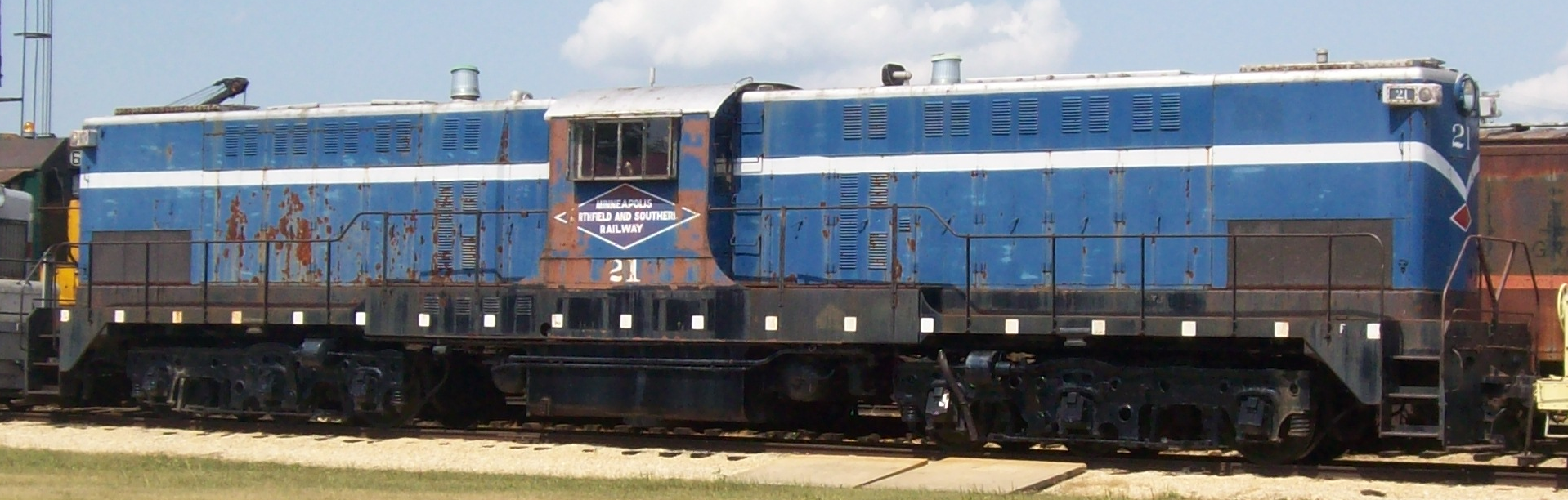
DT-6-6-2000

### Bezeichnungen
Die Baldwin Diesellokomotiven wurden 1946 bis 1950 nach folgendem Schema bezeichnet, das am Beispiel DS-4-4-660 für die vormalige VO-660 erklärt wird. Sie ließ sich wie folgt aufschlüsseln: DS stand für DieselSwitcher (Rangierlok), die erste 4 für die Zahl aller Achsen, die zweite 4 für die Anzahl angetriebener Achsen, die 660 für die Motorleistung in PS, welche später durch Hundert geteilt angegeben wurde.
Es wurden folgende Buchstaben-Bezeichnungen verwendet:
- DS für Diesel Switcher, eine Rangierlokomotive
- DRS für Diesel Road Switcher, eine sechsachsige Diesellokomotive mit einem Endführerhaus und Vorbauten für den Streckendienst
- DR für Diesel Roadunit, eine Streckenlokomotive mit Endführerstand und Aufbauten über die ganze Breite
- DT für Diesel Transferlocomotive, eine schwere Rangierlok mit Vorbauten und Mittelführerhaus.

## Ab 1950
Nach dem Zusammenschluss mit der Lima-Hamilton Corporation werden die bestehenden Modelle überarbeitet und mit stärkeren Motoren versehen:
- DS-4-4-660 wird zur S-8 (ursprüngliche VO-660)
- DS-4-4-1000 wird zur S-12 (ursprüngliche VO-1000)
- DT-6-6-2000 wird zur RT-624, zweimotorige sechsachsige schwere Rangierlok mit Mittelführerhaus
- DRS-4-4-10 wird zur RS-12, Road-Switcher, vierachsig, 1200 PS
- DRS-4-4-15 wird zur AS-16, Road-Switcher, vierachsig, 12600 PS
- DRS-6-4-15 wird zur AS-416, Road-Switcher, sechsachsig, 1600 PS, die mittlere Achse der Drehgestelle ist nicht angetrieben
- DRS-6-6-15 wird zur AS-616, Road-Switcher, sechsachsig, 1600 PS
- DRS-6-6-15 wird zur RF-16, Reisezuglok, vierachsig, 1600 PS

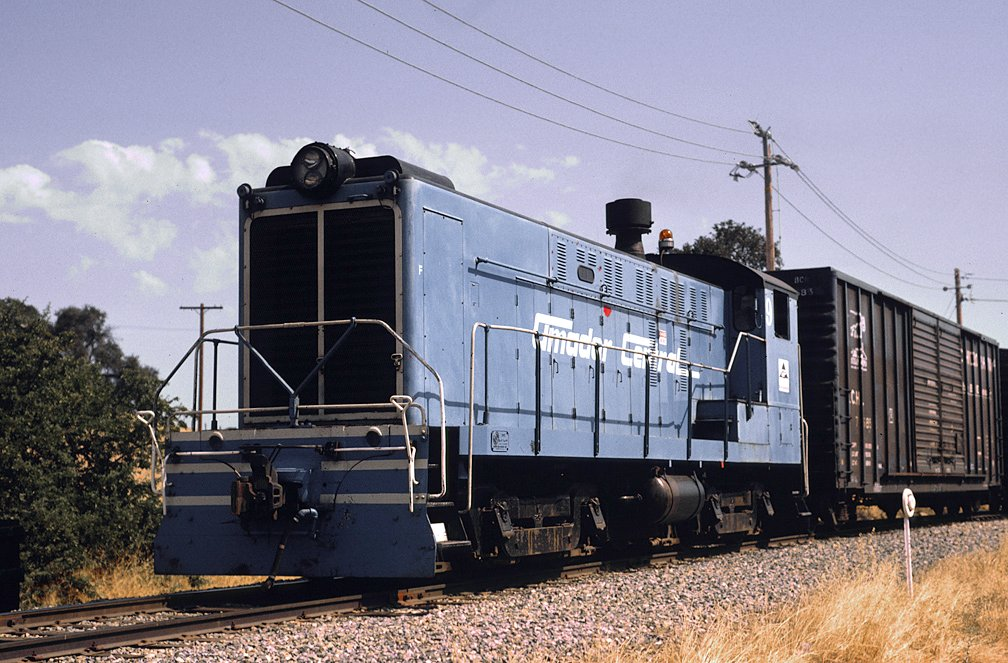
S-12
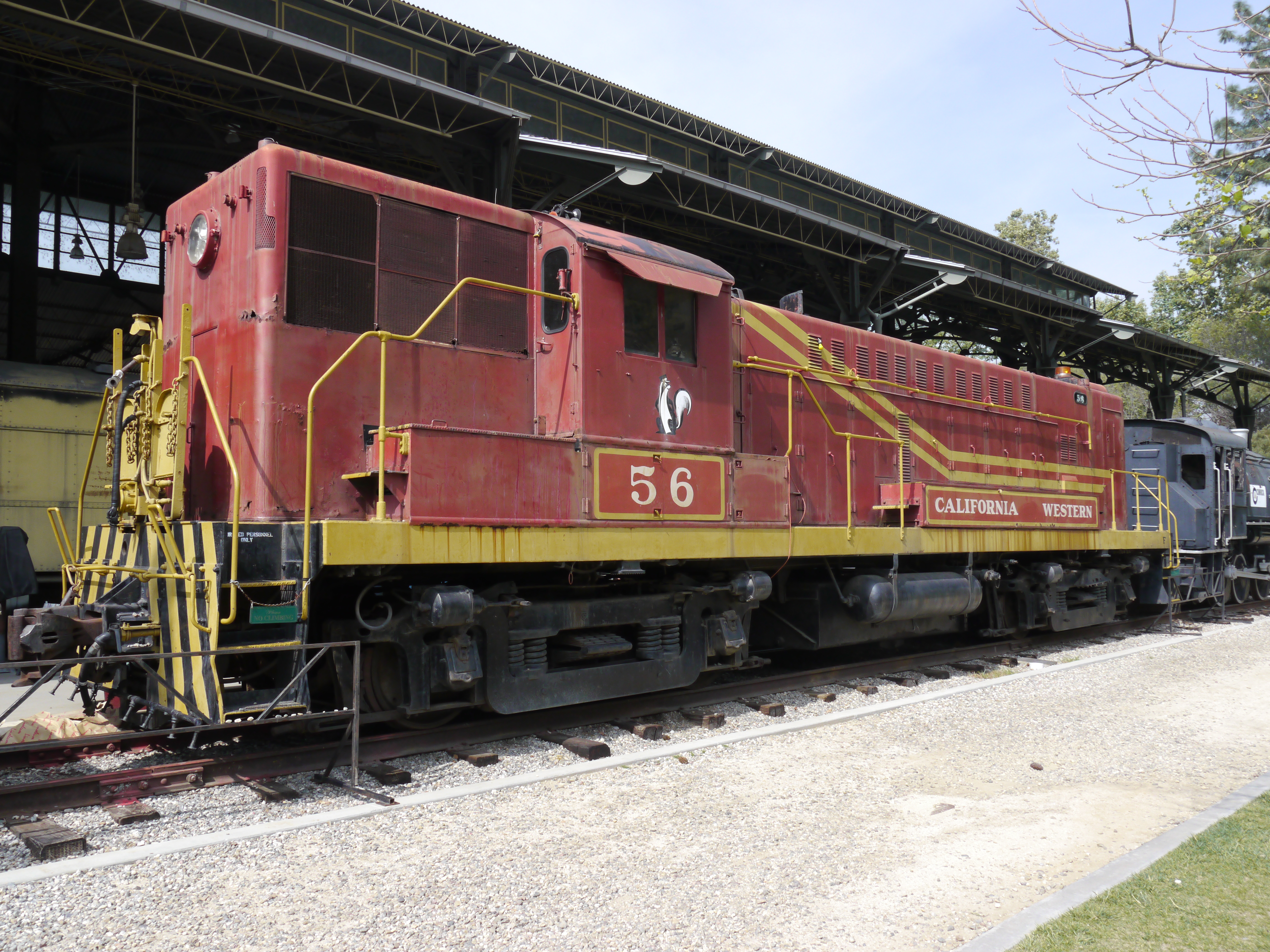
RS-12
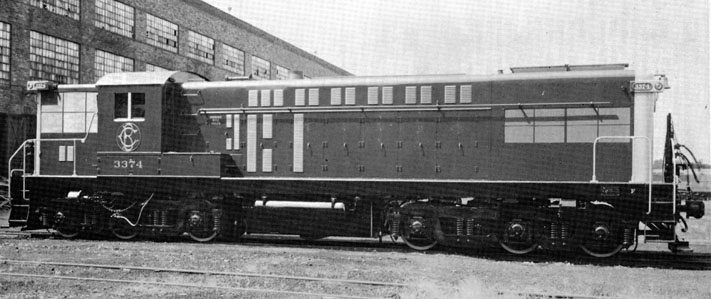
AS-616

### Bezeichnungen
Die Buchstaben bedeuteten folgendes:
- S stand für Switcher (Rangierlok)
- RT stand für Road Transfer Locomotive (schwere Rangierlokomotive)
- RS stand für vierachsige Road Switcher
- AS stand für sechsachsige Roadswitcher
- RF stand für Road Freight Locomotive (Streckenlokomotive für Güterverkehr)
- RP stand für Road Passenger Locomotive (Streckenlokomotive für Personenverkehr mit Dampfheizung)

Hinter dem Bindestrich steht die durch zehn geteilte Leistung in PS.